# Club Deportivo Ourense
El Club Deportivo Ourense (hasta 1998, Club Deportivo Orense) fue un club de fútbol español de la ciudad de Orense, en Galicia. Fue fundado en 1952 tras la desaparición de la Unión Deportiva Orensana, fundada en 1942. Hasta su desaparición en el año 2014, el CD Ourense disputaba sus partidos como local en el Estadio Municipal de O Couto, inaugurado en 1949. En ese mismo año 2014, varios aficionados del club fundan la Unión Deportiva Ourense para suceder al equipo extinto. 
En la temporada 2013-14 militó en Segunda división B, habiendo finalizado el campeonato del Grupo I de Segunda División B en la octava posición, logró mantener la categoría. Pero por motivos económicos, descendió administrativamente a Tercera División. Al no existir ningún accionista interesado en su continuidad, la junta directiva puso en conocimiento del juzgado la ausencia de consejo de administración de la SAD, iniciando los trámites de liquidación. Finalmente, el 15 de julio de 2014, se consumó la liquidación, y por tanto, desaparición del club.

## Historia

### Unión Deportiva Orensana
Los orígenes del C.D. Ourense se encuentran en el anterior equipo de la localidad, la Unión Deportiva Orensana. Dicho equipo se fundó en 1942, equipo que en 1943 ascendió a Tercera División. En esa categoría jugó hasta 1949, cuando consiguió subir a Segunda División gracias a una ampliación del campeonato.
El club gallego permaneció tres temporadas en Segunda con puestos en la zona media de la clasificación, hasta que consumó su descenso en la temporada 1951/52 al terminar en 14.º lugar y antepenúltimo de la tabla. Ese mismo año disputa la Copa Federación, donde llega a una final que termina perdiendo frente al Real Jaén. Después de ese partido, la directiva anunció suspensión de pagos al no poder pagar a sus jugadores, que se marcharon a otros equipos. Al no poder continuar con la gestión, la entidad desapareció.

### Nacimiento del Club Deportivo Ourense
Pocos meses después, la ciudad volvió a contar con un equipo de fútbol con la creación del C.D. Ourense. El equipo se constituyó de forma oficial el 10 de septiembre de 1952 a partir de jugadores de la localidad y aficionados, y su primer presidente fue Don Jesús Díaz Varela. El club debutó en las divisiones regionales gallegas, pero ascendió a Tercera División en su primer año gracias a una vacante. Tras una primera temporada de consolidación en la categoría, los orensanos se marcaron como objetivo el ascenso a Segunda División.
El equipo se clasificó para las fases finales por el ascenso en tres ocasiones consecutivas, y finalmente consiguió al cuarto intento su ascenso a Segunda en la temporada 1958/59, después de derrotar al CD Getxo. El C.D. Ourense se mantuvo seis años en la división de plata, firmando un tercer puesto en su temporada de debut, pero en 1964/65 descendió al finalizar en penúltimo lugar de su grupo.
Durante los siguientes años, el C.D. Ourense mantuvo una fuerte superioridad sobre sus rivales en las categorías regionales, copando las primeras posiciones de su grupo cada temporada. Finalmente, en 1968/69 consiguen regresar a Segunda tras vencer al Bilbao Athletic, aunque solo permanecerán allí un año al terminar en última posición. Regresarían de nuevo al segundo nivel en 1973, permaneciendo dos campañas hasta un nuevo descenso.

### Veinte años hasta el ascenso
Con la introducción de la Segunda División B, C.D. Ourense tuvo dificultades para emprender el objetivo del ascenso y atravesó una crisis deportiva. En 1980 no pudo evitar descender a Tercera División, y a pesar de demostrar su superioridad en el grupo gallego con buenas posiciones, no pudo regresar a la categoría de bronce hasta 1985.
Tuvieron que pasar nueve años más hasta que el C.D. Ourense consiguió de nuevo ascender a Segunda División. Fue en la temporada 1993-94, con un tándem de entrenadores formado por Antonio Teixidó y Jesús María Gómez Fuertes, cuando el equipo terminó la temporada regular en tercer lugar y batió en la liguilla de ascenso al Real Jaén, Sestao River y Gramanet. Los orensanos terminaron en 1994/95 en última posición y descendieron a 2.ªB, pero regresaron en 1996, año en que la entidad se convierte en sociedad anónima deportiva. Durante tres temporadas el club gallego luchó por no descender (aunque llegó a liderar la tabla durante algunas jornadas en la temporada 1997-98); en 1999 un punto relevante de la temporada es la participación en la Copa. Se elimina a Getafe (2.ª) y Mallorca (1.ª). El F. C. Barcelona visita un estadio de O Couto lleno a reventar y vence por la mínima (1-2). En el Nou Camp el C.D. Ourense arranca un histórico empate (0-0). A pesar de esto, 1999 fue su último año en la categoría de plata del fútbol español, tras acabar la competición como colista.

### Descenso a 3.ª división
Tras el descenso, el C.D. Ourense intentó volver a Segunda División sin éxito. En años posteriores las dificultades económicas mermaron al equipo, que tuvo que hacer varias ampliaciones de capital para garantizar su existencia. Los resultados en la liga regular empeoraron, y a pesar de que en 2008 los orensanos se proclamaron campeones de la Copa Federación, el equipo bajó a Tercera División en la última jornada.
Este hecho agrava la situación económica del C.D. Ourense, que acumuló impagos a jugadores y estuvo a punto de desaparecer. Sin embargo, logró mantenerse en Tercera División con una apuesta por canteranos y jugadores con pasado en el club.

### Era Luisito
En la temporada 2011-2012, tras el tercer fracaso consecutivo en el play-off de ascenso a Segunda B, y en medio de una grave crisis institucional y financiera, toma las riendas del equipo Luisito, que substituye a Patxi Salinas cuando el equipo era líder a falta de 1 partido para acabar la primera vuelta con un balance de 12 victorias, 3 empates y 3 derrotas. CD Ourense logra acabar campeón de Tercera División casi cuarenta años después accediendo a la eliminatoria de ascenso a Segunda División B, quedando emparejado con el CD Laudio, al que consigue derrotar logrando el ansiado ascenso y recuperando la categoría de bronce.
En la temporada 2012-2013 queda eliminado en la 2.ª ronda de la Copa del Rey ante el Club Esportiu Constància en la tanda de penaltis (3-1) tras empatar a 1-1 en el campo mallorquín. En liga logra consolidar la categoría, tras un año de lesiones y la fuga al Granada en el mercado invernal de su pichichi Jona, se salva en la jornada 37.ª, a pesar de caer derrotado contra el Zamora C.F. por 1-0 y a falta de una jornada de la finalización de dicha temporada.
Para la temporada 2013-2014, se confirma la renovación de Luisito, dando la tan ansiada estabilidad institucional al club. El 20 de octubre de 2013 alcanza el liderato del grupo 1 de la 2.ªB al encadenar su 5.ª victoria consecutiva tras vencer al CD Tropezón por 3-1 en un partido disputado en el campo José Argiz de Verín por encontrarse el campo de o Couto recién trasplantado.
El 10 de abril de 2014, sumido en una profunda crisis institucional a consecuencia de la delicada situación económica y lastrado por una deuda insostenible, se proclama campeón de la Copa Federación al vencer en el partido de vuelta en O Couto al CD Guadalajara por 2-0 (el equipo alcarreño se había impuesto en la ida por 2-1). Los dos goles de los rojillos fueron la culminación de dos jugadas personales de Javi Hernández que fue, sin duda, el hombre del partido.
El 15 de julio de 2014 el club fue liquidado y se consumó su desaparición a pesar de los intentos desesperados de los aficionados que habían reivindicado desde la plataforma SOS CD Ourense que los accionistas diesen la cara para salvar al club.

### Nacimiento de la Unión Deportiva Ourense[10]
La plataforma SOS CD Ourense continuó con sus asambleas abiertas en la grada de O Couto con la intención de fundar un nuevo club que comenzase su andadura ya en la temporada siguiente. No había casi tiempo para conformar una plantilla cuando ya todos los clubes habían cerrado las suyas. La participación de los exjugadores de CD Ourense fue providencial en semejante reto. Deportistas que habían colgado las botas después de haber alcanzado la 1.ª y 2.ª división como Ramón Dacosta, Víctor Arias, Adolfo, Xurxo,... con Antonio Dacosta como entrenador conformarían el apartado deportivo del nuevo club que comenzaría su andadura en la 3.ª regional.
En el apartado institucional, Modesto García Puga sería el primer presidente acompañado en la directiva por miembros de todas las peñas del extinto CD Ourense. El modelo que la Asamblea había elegido para el nuevo club era el de accionariado popular: un socio, un voto.
Nació así la Unión Deportiva Ourense, que, cuatro años después de la desaparición de la CD Ourense, ascendió a Tercera División.

## Trayectoria histórica
- La Segunda División B fue introducida en 1977 como categoría intermedia entre la Segunda División y Tercera División.

## Datos del club
- Temporadas en 1ª: 0
- Temporadas en 2.ª: 13
- Temporadas en 2ªB: 24
- Temporadas en 3ª: 24
- Mejor puesto en liga: 3.er (2.ª, temporadas 1959/60 y 1961/62)
- Puesto en la Clasificación histórica de Segunda División: 57.º
- Temporadas en Copa del Rey: 40[13]

| Temporada | Nivel | Categoría | Puesto |
| --------- | ----- | --------- | ------ |
| 1953/54   | 3     | 3.ª       | 15.º   |
| 1954/55   | 3     | 3.ª       | 4.º    |
| 1955/56   | 3     | 3.ª       | 1.º    |
| 1956/57   | 3     | 3.ª       | 1.º    |
| 1957/58   | 3     | 3.ª       | 2.º    |
| 1958/59   | 3     | 3.ª       | 1.º    |
| 1959/60   | 2     | 2.ª       | 3.º    |
| 1960/61   | 2     | 2.ª       | 4.º    |
| 1961/62   | 2     | 2.ª       | 3.º    |
| 1962/63   | 2     | 2.ª       | 7.º    |
| 1963/64   | 2     | 2.ª       | 8.º    |
| 1964/65   | 2     | 2.ª       | 15.º   |
| 1965/66   | 3     | 3.ª       | 2.º    |
| 1966/67   | 3     | 3.ª       | 1.º    |
| 1967/68   | 3     | 3.ª       | 1.º    |
| 1968/69   | 3     | 3.ª       | 1.º    |
| 1969/70   | 2     | 2.ª       | 20.º   |
| 1970/71   | 3     | 3.ª       | 2.º    |
| 1971/72   | 3     | 3.ª       | 3.º    |
| 1972/73   | 3     | 3.ª       | 1.º    |
| 1973/74   | 2     | 2.ª       | 12.º   |

| Temporada | Nivel | Categoría | Puesto |
| --------- | ----- | --------- | ------ |
| 1974/75   | 2     | 2.ª       | 18.º   |
| 1975/76   | 3     | 3.ª       | 5.º    |
| 1976/77   | 3     | 3.ª       | 2.º    |
| 1977/78   | 3     | 2.ªB      | 3.º    |
| 1978/79   | 3     | 2.ªB      | 8.º    |
| 1979/80   | 3     | 2.ªB      | 19.º   |
| 1980/81   | 4     | 3.ª       | 5.º    |
| 1981/82   | 4     | 3.ª       | 2.º    |
| 1982/83   | 4     | 3.ª       | 3.º    |
| 1983/84   | 4     | 3.ª       | 2.º    |
| 1984/85   | 4     | 3.ª       | 2.º    |
| 1985/86   | 3     | 2.ªB      | 6.º    |
| 1986/87   | 3     | 2.ªB      | 13.º   |
| 1987/88   | 3     | 2.ªB      | 3.º    |
| 1988/89   | 3     | 2.ªB      | 3.º    |
| 1989/90   | 3     | 2.ªB      | 13.º   |
| 1990/91   | 3     | 2.ªB      | 7.º    |
| 1991/92   | 3     | 2.ªB      | 5.º    |
| 1992/93   | 3     | 2.ªB      | 5.º    |
| 1993/94   | 3     | 2.ªB      | 3.º    |
| 1994/95   | 2     | 2.ª       | 20.º   |

| Temporada | Nivel | Categoría | Puesto |
| --------- | ----- | --------- | ------ |
| 1995/96   | 3     | 2.ªB      | 3.º    |
| 1996/97   | 2     | 2.ª       | 15.º   |
| 1997/98   | 2     | 2.ª       | 16.º   |
| 1998/99   | 2     | 2.ª       | 22.º   |
| 1999/00   | 3     | 2.ªB      | 2.º    |
| 2000/01   | 3     | 2.ªB      | 2.º    |
| 2001/02   | 3     | 2.ªB      | 11.º   |
| 2002/03   | 3     | 2.ªB      | 9.º    |
| 2003/04   | 3     | 2.ªB      | 4.º    |
| 2004/05   | 3     | 2.ªB      | 9.º    |
| 2005/06   | 3     | 2.ªB      | 14.º   |
| 2006/07   | 3     | 2.ªB      | 15.º   |
| 2007/08   | 3     | 2.ªB      | 17.º   |
| 2008/09   | 4     | 3.ª       | 3.º    |
| 2009/10   | 4     | 3.ª       | 3.º    |
| 2010/11   | 4     | 3.ª       | 3.º    |
| 2011/12   | 4     | 3.ª       | 1.º    |
| 2012/13   | 3     | 2.ªB      | 12.º   |
| 2013/14   | 3     | 2.ªB      | 8.º    |

### Resumen estadístico
Nota: En negrita competiciones activas.
| Competición          | P.J. | P.G. | P.E. | P.P. | G.F. | G.C. | Mejor resultado |
| -------------------- | ---- | ---- | ---- | ---- | ---- | ---- | --------------- |
|                      |      |      |      |      |      |      |                 |
| Segunda división     | 454  | 143  | 121  | 190  | 492  | 623  | 3º              |
| Segunda división B   | 914  | 358  | 273  | 283  | 1051 | 928  | 2º              |
| Tercera división     | 820  | 498  | 174  | 148  | 1655 | 673  | Campeón         |
| Campeonato de España |      |      |      |      |      |      |                 |
| Copa RFEF            |      |      |      |      |      |      | Campeón         |
| Total                |      |      |      |      |      |      | 10 Títulos      |
|                      |      |      |      |      |      |      |                 |

## Uniforme
- Uniforme titular: Camiseta roja, pantalón azul y medias negras.

- Segunda equipación: Camiseta negra, pantalón blanco y medias blancas

- Tercera equipación: Camiseta azul celeste y blanca, pantalón blanco y medias azul celeste

## Estadio
El estadio donde el C.D. Ourense disputaba sus partidos como local es el Campo de O Couto, con capacidad para 5.659 espectadores, distribuidos en tres gradas. El campo tiene unas dimensiones de 105 x 68 metros con césped de hierba natural.
Grada Tribuna: 1.811 Espectadores; Grada Preferencia: 2.231 Espectadores; Grada Fondo: 1.617 Espectadores

## Palmarés

### Torneos nacionales
- Campeón de Tercera división (8):[14] 1955-56, 1956-57, 1958-59, 1966-67, 1967-68, 1968-69, 1972-73, 2011-12
- Campeón de la Copa Real Federación Española de Fútbol (2): 2007-08, 2013-14

| Títulos oficiales | Nacionales | Nacionales | Nacionales | Nacionales | Nacionales | Nacionales                              | Total |
| Títulos oficiales |            |            |            |            |            | Copa Real Federación Española de Fútbol | Total |
| ----------------- | ---------- | ---------- | ---------- | ---------- | ---------- | --------------------------------------- | ----- |
| C.D. Ourense      | -          | -          | -          | 8          | -          | 2                                       | 10    |

- Tercer clasificado en la Segunda división española (2): 1959-1960, 1961-1962.
- Subcampeón de Segunda División B (2): 1999-00, 2000-01.
- Subcampeón de Tercera División (7): 1957-58, 1965-66, 1970-71, 1969-70, 1976-77, 1981-82, 1983-84.
- Subcampeón de la Copa Real Federación Española de Fútbol (1): 1952-1953.
- Campeón Autonómico de la Copa Real Federación Española de Fútbol (1): 2013-2014.
- Copa Federación Gallega de Fútbol (1): 1961-62

### Torneos amistosos
- Trofeo Corpus de Ourense (6): 1959, 1961, 1966, 1967, 1968, 1974.
- Trofeo Ayuntamiento de Monforte (6): 1972, 1974, 1976, 1996, 1997, 2005.
- Trofeo Conde de Fontao (2): 1973, 1987.
- Trofeo San Roque (Villagarcía de Arosa) (2): 2003, .
- Trofeo Luis Otero (1): 1959.
- Trofeo Ciudad de Pontevedra (1): 1970.
- Trofeo Ministro de Información y Turismo (Vivero) (1): 1970.
- Trofeo Ciudad de Viveiro (1): 1996.

## Logros históricos
A lo largo de los 60 años de existencia, hay espacio para acontecimientos brillantes.
- Temporada 1959-60. Su participación en la Copa del Generalísimo es un hecho a resaltar. Elimina al: Rayo Vallecano y Español de Barcelona. Cae eliminado ante el Athletic Club en el tercer partido de desempate en el Estadio Santiago Bernabéu. Pastor (fallecido) falla un penalti. Athletic Club - C.D. Ourense 2-1. Presidente: D. José Borrajo (fallecido); entrenador: D. Ernesto Pons.

- Temporada 1967-68. C.D. Ourense bate un récord, que aún nadie ha sido capaz de igualar hoy en día, con Florencio Álvarez (fallecido) como presidente de la sociedad y Fernando Bouso como entrenador. Militaba en 3.ª División. Con el C.D. Ourense militaban la Sociedad Deportiva Compostela, Fabril, Club Deportivo Lugo, Gran Peña Fútbol Club, Atlético Pontevedra, Atlético Orense, Alondras Club de Fútbol, Club Lemos, Arosa Sociedad Cultural, Celta Turista, Arsenal, Calvo Sotelo, Club Rápido de Bouzas, Sociedad Deportiva Club Órdenes y Brigantium. Jugados 30 partidos, 30 victorias; con un total de 98 goles anotados y máximo goleador, Carballeda con 38 goles; y un total de 7 goles encajados y portero menos goleado, "ROCA". El Delegado Nacional de Deportes, Juan Antonio Samaranch concede la Placa al mérito deportivo en su categoría de Plata.

- Temporada 1972-73. C.D. Ourense vuelve a tener una gran actuación en la Copa. El equipo lo adiestraba Manolín, bajo la presidencia de Antonio Docabo Nóvoa (fallecido). Elimina: Gran Peña Fútbol Club, Sociedad Deportiva Compostela, Córdoba Club de Fútbol, Club Deportivo Tenerife, Real Sociedad de Fútbol; y el Granada Club de Fútbol, le aparta de la competición copera en la 6.ª ronda.

- Temporada 1974-75. En junio de este año C.D. Ourense se enfrenta al Real Madrid Club de Fútbol en los octavos de final de la Copa del Generalísimo. En Orense el resultado fue 0-0; y en Madrid 3-1 a favor del equipo local.

- Temporada 1997-98. Se consigue permanecer en el puesto 1.º de la clasificación de la Segunda División A durante las jornadas 8, 11, 12 y 13. Se finaliza la temporada en el puesto 16.º de la clasificación.

- Temporada 1999-00. Otro punto relevante de la temporada es la participación en la Copa del Rey. Se elimina a Getafe Club de Fútbol (2.ª) y Real Club Deportivo Mallorca (1.ª). El Fútbol Club Barcelona visita un estadio del O Couto lleno a reventar y vence por la mínima (2-2). En el Camp Nou el C.D. Ourense arranca un histórico empate (0-0).

## C.D. Ourense B
El Club Deportivo Ourense B era el equipo dependiente del club. Fue fundado en 1952 y jugaba en la Preferente Autonómica del grupo sur.
Jugó 16 temporadas en la Tercera división.
Campeón de la Copa Diputación de Ourense 2014 ante el Verín C.F.

## Presidentes
Desde su origen hasta la actualidad, los hombres que han regido los destinos de Club Deportivo Ourense han sido los siguientes:
- Jesús Díaz Varela
- José Luis Temes Ramos (fallecido)
- Manuel García Manzano
- José Fernández Borrajo (fallecido)
- Constantino Prieto Salgado (fallecido)
- Jesús Lodeiro Tejedor (fallecido)
- Arturo Fernández Vázquez (fallecido)
- Florencio Álvarez González (fallecido)
- Antonio Docabo Nóvoa (fallecido)
- Juan Ribao Novoa
- Jorge Bermello Fernández
- Indalecio Vidal (fallecido)
- Ramiro Lamás Gulías
- Felipe Vide Rodríguez
- Manuel Rois Fernández
- Alberto Javier González Atanes
- José Luis Sousa López
- Manuel Rois Fernández
- Quino Muñoz González (julio de 2004 - enero de 2008)
- Juan Pérez (enero de 2008 - junio de 2011)
- Manuel Seoane Rodríguez (junio de 2011 - septiembre de 2012)
- Alejandro Estévez Rodríguez (septiembre de 2012 - julio de 2014)